# إدي فولرتون
إدي فولرتون (بالإنجليزية: Eddie Fullerton)‏ هو سياسي أيرلندي، ولد في 9 فبراير 1935، وتوفي في 25 مايو 1991 في جمهورية أيرلندا. حزبياً، نشط في شين فين.